# Joanna Getka
Joanna Aleksandra Getka (ur. 15 kwietnia 1978) – polska literaturoznawczyni, kulturoznawczyni, językoznawczyni, profesor nauk humanistycznych, pracowniczka naukowa Instytutu Studiów Interkulturowych Europy Środkowo-Wschodniej Wydziału Lingwistyki Stosowanej Uniwersytetu Warszawskiego.

## Życiorys
Otrzymała na Uniwersytecie Warszawskim magisterium na kierunkach filologia białoruska (2002) oraz rosyjska (2004). W 2008 obroniła pracę doktorską, w 2013 habilitowała się na podstawie pracy zatytułowanej Polskojęzyczne druki bazyliańskie (XVIII w.). W 2021 uzyskała tytuł profesora nauk humanistycznych.
Pracuje na stanowisku profesorki i dyrektorki w Instytucie Studiów Interkulturowych Europy Środkowo-Wschodniej (po przekształceniu – kierowniczki katedry) na Wydziale Lingwistyki Stosowanej Uniwersytetu Warszawskiego.
Jest członkinią Komisji Polsko-Ukraińskich Związków Kulturowych na Oddziale Polskiej Akademii Nauk w Lublinie, Towarzystwa Naukowego Warszawskiego. Należała do Rady Dyscypliny Naukowej – Językoznawstwa Uniwersytetu Warszawskiego.
Zainteresowania badawcze koncentruje wokół badań kulturowych na obszarze wschodniosłowiańskim w perspektywie współczesnej i w przeszłości.
Córka Jolanty Darczewskiej.

## Wyróżnienia
- 2022: Doktor honoris causa Żytomierskiego Uniwersytetu Państwowego im. Iwana Franki[2]
- 2022: Międzynarodowa Nagroda im. Witolda Pileckiego 2022[9]

## Publikacje
- 2012: Joanna Getka, Język „Nauk Parafialnych” (1794) – ukraiński wariant prostej mowy końca XVIII wieku. Wydawnictwa Uniwersytetu Warszawskiego, Seria Druga Europa, Warszawa 2012, s. 316. ISBN 978-83-235-0797-0[10]
- 2013: Joanna Getka, Polskojęzyczne druki bazyliańskie (XVIII w.). Bel Studio. Warszawa 2013, s. 336. ISBN 978-83-7798-063-7[11]
- 2017: Joanna Getka, U progu modernizacji. Ruskojęzyczne drukarstwo bazyliańskie XVIII wieku. Katedra Studiów Interkulturowych Europy Środkowo-Wschodniej, Warszawa 2017. s. 315. ISBN 978-83-917003-4-1[12]
- 2019: e-book: Joanna Getka, U progu modernizacji. Ruskojęzyczne drukarstwo bazyliańskie XVIII wieku. Katedra Studiów Interkulturowych Europy Środkowo-Wschodniej, Wydawnictwo KUL. Wydanie I, Warszawa–Lublin 2019. ISBN 978-83-917003-8-9, ISBN 978-83-8061-777-3[13]
- 2021: Joanna Getka, Jolanta Darczewska, „Na drodze do wolności: Białoruska partyzantka kulturowa w przestrzeni publicznej i Internecie, Wydawnictwa Uniwersytetu Warszawskiego, 2021, s. 328. ISBN 978-83-235-5226-0 (druk), ISBN 978-83-235-5234-5 (pdf online), ISBN 978-83-235-5242-0 (e-pub), ISBN 978-83-235-5250-5[14]
- 2022: Joanna Getka, Jolanta Darczewska, „Ruś porwana. rosyjska wojna o tożsamość Ukrainy”. Wydawnictwa Uniwersytetu Warszawskiego, 2022, s. 193. ISBN 978-83-235-5833-0; EAN: 9788323558330[15]
- 2023: Joanna Getka, Jolanta Darczewska, Faszyzacja antyfaszyzmu Kulturowe kody wojny Rosji. Wydawnictwa Uniwersytetu Warszawskiego, 2023, s. 210, ISBN 978-83-235-6253-5[16]
- 2024: Joanna Getka, Viktor Moisiienko, Na początku było Słowo… Od standardu mówionego do normy literackiej (Zarys genezy ukraińskiego języka literackiego) // Йоанна Ґетка,  Віктор Мойсієнко, Спочатку було Слово... Від мовного узусу – до літературної норми (Нарис генези української літературної мови). Wydawnictwa Uniwersytetu Warszawskiego, 2024, ISBN 978-83-235-6700-4, ISBN 978-83-235-6701-1 (pdf online) [17]